# Huona variegata
Huona variegata är en insektsart som beskrevs av Kuthy 1910. Huona variegata ingår i släktet Huona och familjen vårtbitare. Inga underarter finns listade i Catalogue of Life.